# Калуа (лікер)

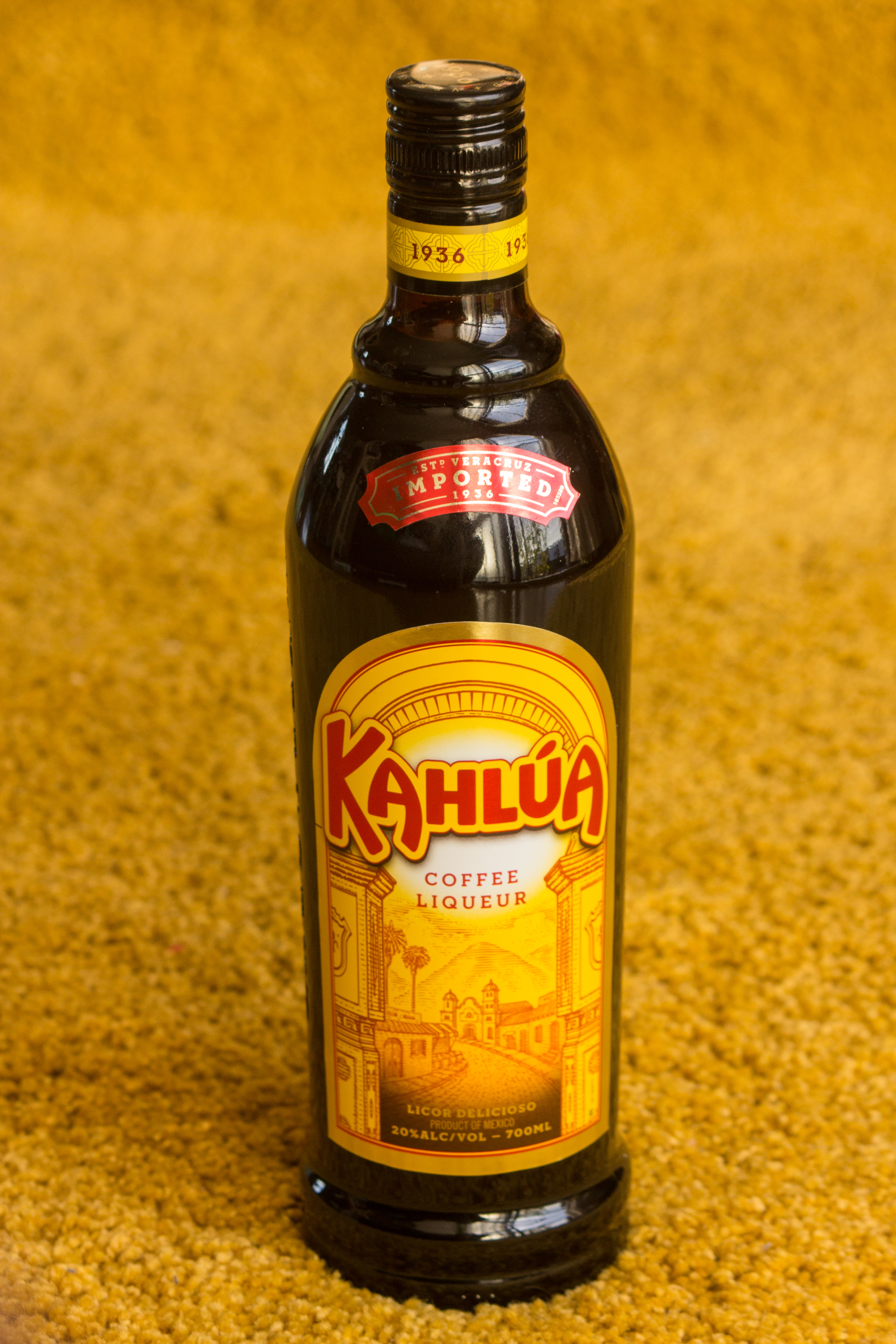
700 мл лікеру Kahlúa у скляній пляшці

Kahlúa («Калуа») — мексиканський кавовий лікер

Kahlúa («Калуа») — мексиканський кавовий лікер, (вміст алкоголю — 20—36 % залежно від різновиду і ринку продажів: в Огайо, наприклад, дозволено продаж лікеру міцністю 21, 5 %, на решті території США — лише 20 %). Виготовляється з 1936 року, з 2005 року компанія входить в імперію «Перно Рікар».

## Різновиди
- Kahlúa (традиційний)
- Kahlúa Especial (міцний — зі вмістом алкоголю 36 %, зі смаком еспресо, менш тягучий, виробляється з 2002 року)
- Kahlúa Mocha (з ваніллю і чорним шоколадом, виробляється з 2006 року)
- Kahlúa French Vanilla (з ваніллю, виробляється з 2006 року)
- Kahlúa Hazelnut (зі смаженим лісовим горіхом, виробляється з 2006 року)
- готові коктейлі — різні різновиди B-52, Білий російський, Mudslide тощо (виробляються з 2006 року).

## Вживання
Входить до складу ряду відомих коктейлів, серед яких:
- Білий російський
- Чорний російський і Tall Black Russian
- B-52
- Mudslide
- Brave Bull

Використовується при приготуванні десертів, в тому числі морозива, тортів і чизкейків.
Може також подаватися з вершками, молоком, додаватися в гарячі напої — каву і какао.